# Marcellin Albèrt
Marcellin Albèrt (en francès Marcelin Albert) (Argelièrs, 29 de març de 1851 - 21 de desembre de 1921) fou un viticultor i polític occità, considerat un dels personatges més importants de la història d'Occitània de principis del segle XX per haver sigut el líder de la Revolta de la vinya de 1907. Al seu poble, era conegut amb el sobrenom de Lo Cigal (la Cigala), ja que s'enfilava als arbres a l'hora de dir els seus discursos, mentre que els viticultors l'anomenaven l'Apòstol per la seva actitud messiànica. Frederic Mistral l'anomenà Lo grand bolegaire dòu brave pòble de la tèrra, és a dir, "el gran líder del brau poble de la terra".

## Biografia

### Infància i joventut
Marcellin Albèrt nasqué el 29 de març de 1851 en una família humil viticultora d'Argelièrs, una petita població del departament de l'Aude. El seu pare, Joan Pèire Albèrt, morí l'1 de desembre de 1856, quan en Marcellin tenia cinc anys, de manera que ell i el seu germà petit Pèire Estève (nascut el 1856) van ser criats per la seva mare Celèsta Albèrt i el seu avi. Després d'estudiar la primària al seu poble, va ingressar a la institució religiosa Montès a Carcassona, que abandonà als setze anys per treballar les vinyes de la família. Malgrat no acabar l'escolarització, tenia una gran passió pel teatre i la retòrica.
El 1870, Marcellin Albèrt tenia dinou anys quan esclatà la guerra entre França i Alemanya i, tot i quedar fora de la conscripció obligatòria per la seva condició d'orfe, es va allistar al regiment dels zuaus que va combatre a Cabília (Algèria).
Al tornar al seu poble, es casà amb Loïsa Blanc, nou anys major que ell, el 29 de gener de 1873. Els següents anys, Albèrt treballava en un café i participava sovint en representacions locals d'obres de teatre abans d'esdevenir, uns anys més tard, el símbol de la més gran revolta al Llenguadoc del segle xx.
Cap a l'any 1900, Albèrt s'implicà en la lluita a favor del vi natural i contra del frau en el sector del vi. El 1902, 1903 i 1905 es mogué per les diferents poblacions de la regió parlant amb petits grups de viticultors i obrers i intentant, sense gaire èxit, convèncer-los de deixar de banda les seves diferències i formar comités per demanar l'ajuda del govern. Albèrt evità involucrar-se directament en política, però defensà els drets dels treballadors honrats que eren explotats pels estafadors, els comerciants i el govern.
Albèrt era un republicà moderat, com la majoria dels seus veïns, i cap d'ells participà en les vagues de 1904.

### La revolta de la vinya
L'11 de març de 1907 va esclatar la revolta de la vinya amb el senyal donat per un grup de viticultors d'Argelièrs liderats per Marcellin Albèrt i Elie Bernard. Aquest grup, format inicialment per uns quaranta viticultors d'Argelièrs, va anar reunint-ne cada vegada més a mesura que passaven pels pobles veïns, fins a ser 87 viticultors a l'arribar a Narbona, on volien reunir-se amb una comissió del Parlament. En tornar a Argelièrs, van fundar el Comitat de defensa viticòla (Comité de defensa vitícola), conegut popularment com a Comité d'Argelièrs, amb Albèrt com a president. El Comité estava format pel president Marcellin Albèrt, el vicepresident Édouard Bourges i els secretaris Cathalà, Richard i Bernard.
Aquell 11 de març, el comité del Parlament a Narbona va accedir a revisar la situació i va rebre la delegació liderada per Albèrt. El resultat, però, no fou satisfactori. Després d'oferir el seu testimoni, els viticultors van fer un tomb per la ciutat, cantant per primera vegada La Vigneronne, cançó que a partir d'aquell dia es va convertir en l'himne de la revolta dels pobres. Albèrt considerava que l'única lluita que calia dur a terme al moment era la lluita a favor dels vins naturals, i no es va involucrar mai en els debats sobre els interessos divergents dels treballadors i els propietaris, no es va oposar a la presència de monàrquics dins del moviment ni es va posicionar a favor dels Occitanistes que consideraven la revolta com a part de la lluita independentista d'Occitània.
El 24 de març, el Comité d'Argelièrs organitzà el seu primer míting, davant de 300 persones, a Salèlas d'Aude. Marcellin Albèrt hi destacà pels seus dons en oratòria i el seu carisma. Es decidí reunir-se cada diumenge a una ciutat diferent. El 21 d'abril, el Comité d'Argèliers publicà el primer número de Le Tocsin, una publicació setmanal dirigida per Marcellin Albèrt i escrita per Loís Blanc. Aquest primer número incloïa una demanda al Parlament per que aprovés una llei contra el frau del vi, tot i que no es concretava com havia de ser aquesta llei perquè, segons Albèrt, era feina del govern resoldre la crisi. Le Tocsin es va convertir en "l'òrgan de la lluita vitícola".
El 12 de maig de 1907, 150.000 persones van protestar a la manifestació de Besièrs. A la manifestació hi parlà el líder socialista occità Joan Jaurès, i Albèrt llançà al govern un ultimàtom per augmentar el preu del vi. Ernèst Ferrolh va posar data a aquest ultimàtom, el 10 de juny, i va impulsar una vaga d'impostos si el govern no havia actuat en aquella data.
El 26 de maig, entre 220.000 i 250.000 persones es manifestaren a Carcassona. Albèrt digué "Els albiginesos es reuniren sota aquests murs, i caigueren aquí en defensa de la seva llibertat. Farem com ells! Endavant per la defensa dels nostres drets! El Migdia ho vol, el Migdia ho tindrà!". El 9 de juny de 1907, hi hagué una enorme trobada a Montpeller. La Place de la Comédie estava plena d'una multitud d'entre 600.000 a 800.000 persones. Marcellin Albèrt hi donà tal discurs que el diari Le Figaro en digué "Ha estat de bojos, sublim, terrorífic".
El 19 de juny, Ernèst Ferrolh va ser detingut per l'exèrcit de matinada casa seva, a Narbona, i empresonat a Montpeller. S'escampà la notícia que es planejava detenir a tots els membres del Comité d'Argelièrs, i Marcellin Albèrt, qui encara no havia estat detingut, s'amagà al campanar d'Argèliers. Perseguit per la policia, Albèrt s'escapà a París, on hi arribà el 22 de juny de 1907. L'Assemblea Nacional francesa, en mig del debat sobre la llei contra el frau del vi, es negà a rebre'l. El primer ministre de França, Georges Clemenceau, en saber de la seva presència, acceptà a reunir-s'hi. El rebé en el seu càrrec de ministre de l'interior, i durant la trobada va prometre perseguir el frau del vi si, a canvi, Albèrt tornava al Llenguadoc i calmava la revolta i acceptava ser empresonat. Clemenceau signà un salconduit per permetre-li tornar a Auda i li donà cent francs per pagar-se el viatge de tornada en tren. Albèrt acceptà.
Clemenceau utilitzà aquesta oportunitat per donar la seva versió als periodistes, posant especial atenció en el pagament. Els diaris nacionals ho van utilitzar i Albèrt va passar de ser considerat un salvador a ser considerat un traïdor venut a l'Estat. El 24 de juny, Albèrt arribà a Narbona i es reuní amb els membres del nou comité de defensa per intentar convèncer-los de suspendre la revolta, però la seva reunió amb Clemenceau l'havia desacreditat totalment davant d'aquests.
El 26 de juny, Albèrt anà a Montpeller per ser-hi empresonat.

### Últims anys
Marcellin Albèrt passà més d'un mes a presó per la seva pròpia seguretat, i gairebé fou linxat en ser alliberat. Passà la resta de la seva vida allunyat de la vida pública. Rebutjat a l'Aude, s'exiliar a Algèria, on fou acollit per viticultors, que s'ajuntaren per donar suport a qui tant havia defensat la seva professió. De tota manera, Albèrt visqué els seus darrers anys en la pobresa. Morí en la misèria al seu poble natal, Argelièrs, el 12 de desembre de 1921, amb 70 anys.

## Llegat
El 1948, Loís Blanc publicà un pamflet sobre la revolta de 1907. Sobre Marcellin Albèrt, deia el següent:
Semblava enlairar-se, aquell Don Quixot amb barret de Cronstadt, amb la seva barba negra i la seva cara eixuta; semblava encerclar tota la Terra en una gran abraçada, totes les planes i totes les garrigues en un sol gest protector. S'enlairava per sobre la multitud immensa, tan innumerable com les arrels de les infinites files de les nostres vinyes; s'enlairava per sobre d'esdeveniments que atengué des de dalt, en un pedestal romàntic que li donava aire de Joan el Baptista; s'enlairava més alt d'allà on podia arribar la consciència primitiva. S'enlairà, aquest representant de llegenda, i il·luminà la més prosaica i material de les històries: la misèria del treballador. I els molins de la nostra era mundana i mecanitzada són tan formidables fantasmes com aquells contra els que havia carregat el cavaller de la trista figura. Són les forces anònimes de l'economia.
Actualment, moltes plaques commemoren a Marcellin Albèrt i moltes places públiques i edificis municipals porten el seu nom.
Encara és considerat un heroi a l'Aude.